# Jan Almblad
Jan Almblad (* 4. September 1985 in Stenløse) ist ein dänischer Radrennfahrer.
Jan Almblad wurde 2005 dänischer Meister im Straßenrennen der U23-Klasse. In der Saison 2006 wurde er Zweiter bei dem italienischen Eintagesrennen Trofeo Banca Popolare Piva. In der Saison 2007 fuhr Almblad erstmals für ein internationales Radsportteam, dem dänischen Continental Team GLS. In seinem ersten Jahr dort gewann er das Eintagesrennen Road Bike Shop Løbet, wurde dänischer Vizemeister im Teamzeitfahren und belegte bei der U23-Version der Ronde van Vlaanderen den neunten Platz. Nach zwei Jahren ohne vordere Platzierungen in internationalen Rennen beendete er seine internationale Karriere.

## Erfolge
2005
- Dänischer Straßenmeister (U23)

## Teams
- 2007 Team GLS
- 2008 Team Løgstør-Cycling for Health
- 2009 Blue Water-Cycling for Health